# 日韓運輸ハイレベル協議
日韓運輸ハイレベル協議（にっかんうんゆハイレベルきょうぎ）とは日韓において数年おきに不定期で開催されている協議。

## 開催までの過程
1999年10月に行われた日韓閣僚懇談会において、当時の運輸大臣であった二階俊博と、当時の韓国建設交通部長官の会談で開催が合意された。目的は日韓の運輸部門においてのハイレベルな政策調整を行うことであり、両国の次官クラスによって不定期に開催されることとなった。

## 開催状況
2000年3月、東京で第1回の日韓運輸ハイレベル協議が開かれた。ここでの議題は物流政策、空港、鉄道、交通需要管理政策であった。これ以降にも続いて2~3年おきに両国の都市において開催されることとなる。
協議のテーマはその時世においての日韓両国が共に抱える課題から選ばれており、毎回変化している。例えば2016年の第11回は、自動車の自動運転技術の開発や、インターネット通販市場の拡大による地域においての公共交通機関の減少と、東京・ソウル両首都圏においての公共交通機関の混雑などであった。そして第11回が行われた結果、両国は自動車自動運転の国際基準策定や自動運転実現への課題において連携していくということで一致した。
開催に伴っては、開催都市で相手国を歓迎するレセプションも実施されている。2016年3月21日の松山市では第11回日韓運輸ハイレベル協議に伴って松山全日空ホテルで歓迎レセプションが実施され、野志克仁松山市長も出席し挨拶をした。